# Alonso Edward
Alonso Reno Edward Henry (* 8. prosinec 1989, Panamá) je panamský atlet, závodící ve sprintech na 100 a 200 metrů.
Na obou tratích zvítězil v rámci Mistrovství Jižní Ameriky v atletice v Limě v roce 2009. Ve stejném roce také překvapivě vybojoval stříbrnou medaili na MS v Berlíně, kde doběhl v novém národním i kontinentálním rekordu 19,81 s. za vítězným Usainem Boltem. V jediné sezóně se tak zlepšil o 0,81 sekundy. V 19 letech se také stal nejmladším medailistou na této trati v historii světových šampionátů.
V následujících letech už na medaili na světových soutěžích nedosáhl - na světovém šampionátu v roce 2015 doběhl ve finále na 200 metrů čtvrtý, na olympiádě o rok později na stejné trati sedmý.

## Osobní rekordy

#### Hala
- běh na 200 metrů – 20,70 s – 13. únor 2010, Fayetteville  (NR)

#### Venku
- běh na 100 metrů – 10,01 s – 6. červen 2018, Cochabamba (NR)
- běh na 200 metrů – 19,81 s –  20. srpen 2009, Berlín (NR)